# Tensai Okamura
Pour les articles homonymes, voir Okamura.
Tensai Okamura (岡村 天斎, Okamura Tensai), de son vrai nom Yutaka Okamura (岡村 豊, Okamura Yutaka), né le 13 décembre 1961, est un réalisateur d’anime et animateur japonais.

## Biographie
Né dans la préfecture de Fukushima, Tensai Okamura grandit à Yokohama, dans la préfecture de Kanagawa. Il commence à dessiner dès l'enfance et hésite alors entre le métier de mangaka et celui d'animateur. 
Il étudie l'architecture à l'université Waseda mais ses études ne le passionnent guère, préférant se consacrer au dessin.
À 23 ans, après avoir obtenu son diplôme, il décide de se lancer dans l'animation et soumet un carnet de dessins au Studio Madhouse qui l'embauche. Il commence alors au poste d'intervalliste sur le film Lensman (1984) du réalisateur Yoshiaki Kawajiri.
En 1989, il commence son premier poste à responsabilité avec la série Yawara! dont il produit plusieurs storyboards. À partir de 1992, il choisit de changer son prénom pour le pseudonyme Tensai (天斎). Le fameux réalisateur Katsuhiro Ōtomo le recrute pour réaliser la deuxième section de son film omnibus Memories sorti en 1995. Initialement prévu pour Yoshiaki Kawajiri, son mentor, ce dernier a un empêchement et ne peut qu'occuper le rôle de superviseur.
Il quitte par la suite Madhouse pour travailler en free lance.[réf. nécessaire] À la fin des années 90, il s'engage dans deux grands projets : tout d'abord Neon genesis Evangelion (1995-1996) de Hideaki Anno, dont il réalise plusieurs storyboards et participe au film dérivé The End of Evangelion (1997). Et surtout le projet Cowboy Bebop (1998-1999) dont il réalise près du tiers des storyboards et participe là aussi au film dérivé de la série Cowboy Bebop: Knockin' on Heaven's Door (2001). C'est aussi à cette époque qu'il réalise ses premières séries, Medabots (1999-2000)  et Android Kikaider (2000) qui vise le jeune public.
À partir de 2002, Tensai Okamura travaille régulièrement avec le Studio Bones, dont l'un des fondateurs est le producteur Masahiko Minami qu'il a rencontré sur Cowboy Bebop. Il y réalise en 2003 la série Wolf's Rain, avec au scénario Keiko Nobumoto qui a elle aussi participé à Cowboy Bebop. La série connaît un fort succès, notamment en occident et permet à Tensai Okamura de gagner une certaine reconnaissance internationale. En 2004, il réalise le premier film dérivé de la série fleuve Naruto et en 2007 il réalise une nouvelle série, Darker than Black, où cette fois-ci il écrit également le scénario.

## Influences
Tensai Okamura déclare ne pas avoir de source d'inspiration particulière mais piocher des idées ici et là.
Grand amateur de science fiction, il se dit inspiré par les mangakas Leiji Matsumoto et Shōtarō Ishinomori et porte un profond respect pour l'auteur cyberpunk William Gibson.
Pour le côté plus technique, Tensai Okamura déclare avoir été influencé par Yoshiaki Kawajiri, avec qui il a travaillé chez Madhouse, notamment sur le travail de mise en scène.
Au niveau de l'esthétique, il déclare s'inspirer parfois, comme beaucoup d'animateur japonais,  de l'Art nouveau notamment sur la série Wolf's Rain.
Pour le cas de Darker than Black, il déclare avoir été influencé par le mangaka Sanpei Shirato, les séries d'espionnage comme Le Fugitif, le film Munich ainsi que par les séries TV japonaises Kizudarake no Tenshi et Kogarashi Monjirō (en),.

## Travaux
- 1989 - 1992 : Yawara! (série télévisée) - Storyboard (ep 5,58,72,79,87,101,122), Directeur d'épisode (ep 58,72,79,87,101,122)
- 1993 : Ninja scroll (film) - Animateur clé
- 1994 - 1995 : Blue Seed (série télévisée) - Animateur clé
- 1995 : Ghost in the Shell (film) - Animateur clé
- 1995 : Memories Episode 2: Stink Bomb (film) - Réalisateur (section Stink Bomb)
- 1995 - 1996 : Neon Genesis Evangelion (série télévisée) - Storyboard (ep 13,18), directeur d'épisode (ep 13,18)
- 1997 : The End of Evangelion (film) - Animateur clé (première partiedu film)
- 1997 : Tales of Destiny (Jeu vidéo) - Réalisation de la cinématique d'introduction
- 1998 : Tales of Phantasia (Jeu vidéo) - Réalisation de la cinématique d'introduction
- 1998 : Spriggan (film) - Design des armes
- 1998 - 1999 : Cowboy Bebop (série télévisée) - Storyboards (ep 6,7,12,13,15,22,24)
- 1999 : Wild Arms 2 (Jeu vidéo) - Réalisation de la cinématique d'introduction
- 1999 - 2000 : Medabots (série télévisée) - Réalisateur, storyboards, directeur d'épisode
- 2000 : Android Kikaider (série télévisée) - Réalisateur, storyboards (ep 1,6,12), directeur d'épisode (ep 12)
- 2000 : Jin-Roh, la brigade des loups (film) - Animateur clé
- 2001 : Cowboy Bebop: Knockin' on Heaven's Door (film) - Storyboard, animateur clé (Sur la scène Western)
- 2002 : Fullmetal panic! (série télévisée) - Storyboards (ep 9,17,18)
- 2002 : RahXephon (série télévisée) Storyboards (ep 3,8,13)
- 2003 : Wolf's Rain (série télévisée) - Réalisateur, storyboard (ep 1,2,3,5,7,8,11,13,18,20,24,26,28,30), directeur d'épisode (ep 18,26,30)
- 2004 : Samurai Champloo (série télévisée) - Storyboards (ep 23)
- 2004 : Ghost in the Shell: S.A.C. 2nd GIG (série télévisée) - Storyboard
- 2004 : Naruto et la Princesse des neiges (film) - Réalisateur
- 2005 : Victorian romance Emma (série télévisée) - Storyboard (ep 2)
- 2005 : La Légende de la pierre de Guelel (film) - Animateur clé
- 2006 : Host Club (série télévisée) - Storyboard (ep 3)
- 2006 : Project Blue Earth SOS (série télévisée) - Réalisateur
- 2007 : Darker than Black (série télévisée) - Réalisateur, scénario, storyboard (ep 1,2,6,12,16,22,24,25), directeur d'épisode (ep 1)
- 2008 : Soul Eater (série télévisée) - Storyboard (ep 13,18,22,34,49,OP2), directeur d'épisode (ep 13,OP2)
- 2008 : Nijū Mensō no Musume (série télévisée) - Storyboard (ep 13,20)
- 2008 : Real Drive (série télévisée) - Storyboard (ep 25)
- 2008 : Kannagi (série télévisée) - Storyboard (ep 12)
- 2009 : Canaan (série télévisée) - Storyboard (ep 3,5,7)
- 2009 : Darker than Black - Ryûsei no Gemini (série télévisée) - Réalisateur, idée originale, scénario (ep 1), storyboard (ep 1,2,9,10,12), directeur d'épisode (ep 1,12)
- 2011 : Blue Exorcist (série télévisée) - Réalisateur, Storyboard (ep 1,9,10,12,18,20,25), directeur d'épisode (ep 1,12,25)
- 2011 : Hanasaku Iroha (série télévisée) - Storyboard (ep 5,7)
- 2012 : Guilty Crown (série télévisée) - Storyboard (ep 20)
- 2014 : Sekai Seifuku: Bōryaku no Zvezda (série télévisée) - Réalisateur
- 2014 : The Seven Deadly Sins (série télévisée) - Réalisateur
- 2016 : Kuromukuro  (série télévisée) - Réalisateur